# Cyril Rool
Cyril Rool (Pertuis, 15 de abril de 1975) é um ex-futebolista francês que atuava como lateral-esquerdo, volante e meia. Atualmente, trabalha como agente de jogadores.

## Carreira
Conhecido pelo seu estilo de jogo violento, Rool coleciona 25 cartões vermelhos e 187 amarelos ao longo da carreira (somadas todas as competições que disputava). Em 2009, recebeu o apelido de "L'Antéchrist" pelo jornal esportivo espanhol As.
Passou por 7 clubes franceses desde a sua profissionalização, no SC Bastia, em 1993. Além do clube da Córsega, o volante jogou por Lens, Olympique de Marseille, Monaco, Bordeaux e OGC Nice, aposentando-se em 2010, aos 35 anos
Pelo Lens, foi campeão da Copa da Liga Francesa em 1998–99, além de ter sido campeão nacional em 2009–10 pelo Olympique de Marseille e da Copa Intertoto da UEFA de 1997, quando jogava pelo SC Bastia.

## Títulos
SC Bastia
- Taça Intertoto da UEFA: 1 (1997)

Lens
- Copa da Liga Francesa: 1 (1998–99)

Olympique de Marseille
- Ligue 1: 1 (2009–10)